# بخش آندره، ویلکین، مینه سوتا
بخش آندره (به انگلیسی: Andrea Township) یک منطقهٔ مسکونی در ایالات متحده آمریکا است که در شهرستان ویلکین، مینه‌سوتا واقع شده‌است.
 بخش آندره ۹۱٫۸ کیلومتر مربع مساحت و ۷۰ نفر جمعیت دارد و ۳۱۱ متر بالاتر از سطح دریا واقع شده‌است.